# Corda vibrante
In fisica e matematica, la corda vibrante è un modello per lo studio di corpi materiali che vibrano di oscillazioni proprie senza elementi esterni forzanti. Lo studio lo si può applicare sia a corde tese infinitamente flessibili e con rigidezza a flessione finita, altrettanto a lamine vibranti vincolate ad un estremo, o ad entrambi, e ad altri casi intermedi in cui la rigidezza gioca un ruolo non trascurabile.
Se si agita una corda vincolata ad un estremo con un moto armonico, la perturbazione che ne risulta si sposta assumendo la forma di un'onda complessa data dalla sovrapposizione di tante onde sinusoidali. Quando un tale treno di onde che si propaga raggiunge l'estremità a cui è vincolata la corda, la propagazione viene riflessa e ritorna indietro con la medesima frequenza ed ampiezza. L'onda che rimbalza si sovrappone all'onda che arriva, e l'interferenza di due onde uni-dimensionali sinusoidali con medesima ampiezza e frequenza che si propagano in verso opposto conduce alla formazione di un'onda stazionaria sulla corda.
Questi fenomeni sono oggetto di studio della dinamica strutturale, e possono essere applicati in ambito musicale.

## Descrizione generale
Per una trattazione generale si ipotizza un corpo che sia rappresentabile con il modello di trave, al fine di poter specializzare la trattazione sia al caso della corda tesa (rigidezza nulla e libertà di rotazione agli estremi) che alla lamina sonora (rigidezza finita e vincolo eventuale agli estremi).
Sia {\displaystyle G} la rigidezza flessionale del corpo considerato, di densità lineare {\displaystyle \mu }. Considerato un elemento {\displaystyle ds} e detti {\displaystyle N}, {\displaystyle T} ed {\displaystyle M} i moduli, rispettivamente, della tensione normale, longitudinale e del momento flettente, si può applicare l'equilibrio al suddetto elemento:
{\displaystyle {\begin{cases}\left(N+dN\right)\sin \left(\theta +d\theta \right)&-&N\sin \left(\theta \right)&+&\left(T+dT\right)\cos \left(\theta +d\theta \right)&-&T\cos \left(\theta \right)&=&\mu {\frac {\partial ^{2}u\left(t,x\right)}{\partial t^{2}}}ds\\\left(N+dN\right)\cos \left(\theta +d\theta \right)&-&N\cos \left(\theta \right)&-&\left(T+dT\right)\sin \left(\theta +d\theta \right)&+&T\sin \left(\theta \right)&=&0\\&&&&\left[N\cos \left(\theta \right)-T\sin \left(\theta \right)\right]du&-&\left[N\sin \left(\theta \right)+T\cos \left(\theta \right)\right]dx&=&dM\end{cases}}}
Assumendo le deformazioni piccole e scrivendo tutto in termini di spostamento {\displaystyle u(x,t)} si ha l'unica equazione alle derivate parziali:
{\displaystyle {\ddot {u}}={\frac {1}{\mu }}\left(Tu^{\prime \prime }-Gu^{\prime \prime \prime \prime }\right)}

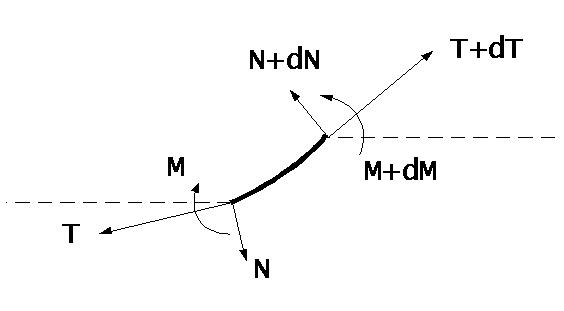

Costruendo la soluzione con il prodotto di due funzioni, una dipendente solo dal tempo e l'altra solo dallo spazio:
{\displaystyle u\left(t,x\right)=f\left(t\right)g\left(x\right)}
l'equazione si disaccoppia in:
{\displaystyle {\frac {\ddot {f}}{f}}={\frac {1}{\mu }}{\frac {\left(Tg^{''}-Gg^{''''}\right)}{g}}={\text{cost}}}
Da cui la soluzione generale:
{\displaystyle f_{n}=A_{n}\cos \left({\frac {2\pi t}{T_{n}}}+\varphi \right)\cos \left({\frac {2n\pi x}{L}}+\psi \right)}
con:
{\displaystyle {\left(F_{n}\right)}^{2}=\left({\frac {1}{T_{n}}}\right)^{2}=n^{2}{\frac {T}{\mu }}\left[1+\left(2\pi n\right)^{2}{\frac {G}{\mu }}\right]}
Si può osservare come, trascurando la rigidezza {\displaystyle G}, nell'equazione viene a comparire il solo parametro {\displaystyle T/\mu }, ed il rapporto tra lunghezze d'onda e periodi è costante. Dal momento che le condizioni al contorno non sono state coinvolte, tali risultati si applicano sia alla corda flessibile che alla lamina.

## Equazione della corda vibrante
L'equazione delle onde nel caso monodimensionale si può derivare nel modo che segue. Si immagina una fila di corpuscoli di massa {\displaystyle m} che sono interconnessi mediante minuscole barrette limitatamente flessibili ciascuna di lunghezza {\displaystyle h}. Le barrette sono caratterizzate da massa trascurabile da una rigidezza (flessionale), cioè di una resistenza alle forze che tendono a fletterla, che viene misurata da {\displaystyle k}:

Detta {\displaystyle u(x,t)} la distanza della posizione d'equilibrio del corpuscolo posto in {\displaystyle x} al tempo {\displaystyle t}, l'equazione di moto per il corpuscolo nella posizione {\displaystyle x+h} è:
{\displaystyle m{\partial ^{2}u(x+h,t) \over \partial t^{2}}=k[u(x+2h,t)-u(x+h,t)-u(x+h,t)+u(x,t)]}
La successione di corpuscoli contiene {\displaystyle N} di questi oggetti, distribuiti in modo uniforme sulla lunghezza {\displaystyle L=Nh}; essi hanno complessivamente massa {\displaystyle M=Nm}, mentre la rigidezza totale della successione è {\displaystyle K=k/N}. Si può allora scrivere l'equazione precedente nella forma:
{\displaystyle {\partial ^{2}u(x+h,t) \over \partial t^{2}}={KL^{2} \over M}{u(x+2h,t)-2u(x+h,t)+u(x,t) \over h^{2}}}
Passando al limite per {\displaystyle N\to \infty } e {\displaystyle h\to 0} e si ottiene:
{\displaystyle {\partial ^{2}u(x,t) \over \partial t^{2}}={KL^{2} \over M}{\partial ^{2}u(x,t) \over \partial x^{2}}}
dove {\displaystyle KL^{2}/M} è il quadrato della velocità di propagazione in questo caso particolare.
L'equazione delle onde basilare è un'equazione differenziale lineare, e la linearità implica che l'ampiezza di due onde che interagiscono è semplicemente la somma delle due. Questo implica anche che il comportamento di un'onda può essere analizzato separando l'onda in componenti. La trasformata di Fourier separa un'onda in componenti sinusoidali, e risulta estremamente utile per analizzare l'equazione delle onde.
La versione monodimensionale dell'equazione si può derivare considerando una corda flessibile tesa fra due punti sull'asse delle {\displaystyle x}. Essa è:
{\displaystyle {\partial ^{2}u \over \partial t^{2}}=v^{2}{\partial ^{2}u \over \partial x^{2}}}
La sua soluzione generale si può esprimere con una serie di Fourier, cioè come somma infinita di seni e coseni. Se il dominio dell'equazione è infinito e non vi sono condizioni al contorno, può essere risolta utilizzando il metodo di D'Alembert.
In due dimensioni, sviluppando il laplaciano si ha:
{\displaystyle {\partial ^{2}u \over \partial t^{2}}=v^{2}\left({\partial ^{2}u \over \partial x^{2}}+{\partial ^{2}u \over \partial y^{2}}\right)}
Un esempio di soluzione dell'equazione bidimensionale si ha con il moto della pelle di un tamburo circolare rigidamente tesa. In questo caso, le soluzioni sono combinazioni, non di sinusoidi, ma di funzioni di Bessel.